# Grand Prix Kataru 2023
Grand Prix Kataru 2023, oficjalnie Formula 1 Qatar Airways Qatar Grand Prix 2023 – formalnie osiemnasta runda Mistrzostw Świata Formuły 1 w sezonie 2023. Weekend Grand Prix odbył się w dniach 6–8 października 2023 na torze Losail International Circuit w Lusajl. Wyścig, po starcie z pole position, wygrał Max Verstappen (Red Bull Racing), a na podium kolejno stanęli kierowcy McLarena – Oscar Piastri oraz Lando Norris. Verstappen ustanowił również najszybsze okrążenie oraz prowadził przez cały wyścig, tym samym zdobywając czwarty w karierze Wielki Szlem.

## Lista startowa
| Nr          | Kierowca         | Zespół                                | Samochód                          | Silnik              | Opony |
| ----------- | ---------------- | ------------------------------------- | --------------------------------- | ------------------- | ----- |
| 1           | Max Verstappen   | Oracle Red Bull Racing                | Red Bull RB19                     | Honda RBPTH001      | P     |
| 2           | Logan Sargeant   | Williams Racing                       | Williams FW45                     | Mercedes-AMG F1 M14 | P     |
| 4           | Lando Norris     | McLaren F1 Team                       | McLaren MCL60                     | Mercedes-AMG F1 M14 | P     |
| 10          | Pierre Gasly     | BWT Alpine F1 Team                    | Alpine A523                       | Renault E-Tech RE23 | P     |
| 11          | Sergio Pérez     | Oracle Red Bull Racing                | Red Bull RB19                     | Honda RBPTH001      | P     |
| 14          | Fernando Alonso  | Aston Martin Aramco Cognizant F1 Team | Aston Martin AMR23                | Mercedes-AMG F1 M14 | P     |
| 16          | Charles Leclerc  | Scuderia Ferrari                      | Ferrari SF-23                     | Ferrari 066/10      | P     |
| 18          | Lance Stroll     | Aston Martin Aramco Cognizant F1 Team | Aston Martin AMR23                | Mercedes-AMG F1 M14 | P     |
| 20          | Kevin Magnussen  | MoneyGram Haas F1 Team                | Haas VF-23                        | Ferrari 066/10      | P     |
| 22          | Yūki Tsunoda     | Scuderia AlphaTauri                   | AlphaTauri AT04                   | Honda RBPTH001      | P     |
| 23          | Alexander Albon  | Williams Racing                       | Williams FW45                     | Mercedes-AMG F1 M14 | P     |
| 24          | Zhou Guanyu      | Alfa Romeo F1 Team Kick               | Alfa Romeo C43                    | Ferrari 066/10      | P     |
| 27          | Nico Hülkenberg  | MoneyGram Haas F1 Team                | Haas VF-23                        | Ferrari 066/10      | P     |
| 31          | Esteban Ocon     | BWT Alpine F1 Team                    | Alpine A523                       | Renault E-Tech RE23 | P     |
| 40          | Liam Lawson      | Scuderia AlphaTauri                   | AlphaTauri AT04                   | Honda RBPTH001      | P     |
| 44          | Lewis Hamilton   | Mercedes-AMG PETRONAS F1 Team         | Mercedes-AMG F1 W14 E Performance | Mercedes-AMG F1 M14 | P     |
| 55          | Carlos Sainz Jr. | Scuderia Ferrari                      | Ferrari SF-23                     | Ferrari 066/10      | P     |
| 63          | George Russell   | Mercedes-AMG PETRONAS F1 Team         | Mercedes-AMG F1 W14 E Performance | Mercedes-AMG F1 M14 | P     |
| 77          | Valtteri Bottas  | Alfa Romeo F1 Team Kick               | Alfa Romeo C43                    | Ferrari 066/10      | P     |
| 81          | Oscar Piastri    | McLaren F1 Team                       | McLaren MCL60                     | Mercedes-AMG F1 M14 | P     |
| Źródło: FIA |                  |                                       |                                   |                     |       |

## Wyniki

### Zwycięzca sesji treningowej
| Nr          | Kierowca       | Konstruktor                | Czas     | Okr. |
| ----------- | -------------- | -------------------------- | -------- | ---- |
| 1           | Max Verstappen | Red Bull Racing-Honda RBPT | 1:27,428 | 26   |
| Źródło: FIA |                |                            |          |      |

### Kwalifikacje
| P                    | Nr | Kierowca         | Konstruktor                  | Czasy w kwalifikacjach | Czasy w kwalifikacjach | Czasy w kwalifikacjach | Poz. s. |
| P                    | Nr | Kierowca         | Konstruktor                  | Q1                     | Q2                     | Q3                     | Poz. s. |
| -------------------- | -- | ---------------- | ---------------------------- | ---------------------- | ---------------------- | ---------------------- | ------- |
| 1                    | 1  | Max Verstappen   | Red Bull Racing-Honda RBPT   | 1:25,007               | 1:24,483               | 1:23,778               | 1       |
| 2                    | 63 | George Russell   | Mercedes                     | 1:25,334               | 1:24,827               | 1:24,219               | 2       |
| 3                    | 44 | Lewis Hamilton   | Mercedes                     | 1:26,076               | 1:24,381               | 1:24,305               | 3       |
| 4                    | 14 | Fernando Alonso  | Aston Martin Aramco-Mercedes | 1:25,223               | 1:25,241               | 1:24,369               | 4       |
| 5                    | 16 | Charles Leclerc  | Ferrari                      | 1:25,452               | 1:25,079               | 1:24,424               | 5       |
| 6                    | 81 | Oscar Piastri    | McLaren-Mercedes             | 1:25,266               | 1:24,724               | 1:24,540               | 6       |
| 7                    | 10 | Pierre Gasly     | Alpine-Renault               | 1:25,566               | 1:24,918               | 1:24,553               | 7       |
| 8                    | 31 | Esteban Ocon     | Alpine-Renault               | 1:25,711               | 1:24,928               | 1:24,763               | 8       |
| 9                    | 77 | Valtteri Bottas  | Alfa Romeo-Ferrari           | 1:26,038               | 1:25,297               | 1:25,058               | 9       |
| 10                   | 4  | Lando Norris     | McLaren-Mercedes             | 1:25,131               | 1:24,685               | –                      | 10      |
| 11                   | 22 | Yūki Tsunoda     | AlphaTauri-Honda RBPT        | 1:26,058               | 1:25,301               |                        | 11      |
| 12                   | 55 | Carlos Sainz Jr. | Ferrari                      | 1:25,808               | 1:25,328               |                        | 12      |
| 13                   | 11 | Sergio Pérez     | Red Bull Racing-Honda RBPT   | 1:25,991               | 1:25,462               |                        | PL      |
| 14                   | 23 | Alexander Albon  | Williams-Mercedes            | 1:26,118               | 1:25,707               |                        | 13      |
| 15                   | 27 | Nico Hülkenberg  | Haas-Ferrari                 | 1:25,904               | 1:25,783               |                        | 14      |
| 16                   | 2  | Logan Sargeant   | Williams-Mercedes            | 1:26,210               |                        |                        | 15      |
| 17                   | 18 | Lance Stroll     | Aston Martin Aramco-Mercedes | 1:26,345               |                        |                        | 16      |
| 18                   | 40 | Liam Lawson      | AlphaTauri-Honda RBPT        | 1:26,635               |                        |                        | 17      |
| 19                   | 20 | Kevin Magnussen  | Haas-Ferrari                 | 1:27,046               |                        |                        | 18      |
| 20                   | 24 | Zhou Guanyu      | Alfa Romeo-Ferrari           | 1:27,432               |                        |                        | 19      |
| 107% czasu: 1:30,957 |    |                  |                              |                        |                        |                        |         |
| Źródło: FIA          |    |                  |                              |                        |                        |                        |         |

### Sprint Shootout
| P                    | Nr | Kierowca         | Konstruktor                  | Czasy w shootoucie | Czasy w shootoucie | Czasy w shootoucie | Poz. s. |
| P                    | Nr | Kierowca         | Konstruktor                  | SQ1                | SQ2                | SQ3                | Poz. s. |
| -------------------- | -- | ---------------- | ---------------------------- | ------------------ | ------------------ | ------------------ | ------- |
| 1                    | 81 | Oscar Piastri    | McLaren-Mercedes             | 1:25,979           | 1:25,496           | 1:24,454           | 1       |
| 2                    | 4  | Lando Norris     | McLaren-Mercedes             | 1:25,672           | 1:24,947           | 1:24,536           | 2       |
| 3                    | 1  | Max Verstappen   | Red Bull Racing-Honda RBPT   | 1:25,510           | 1:25,199           | 1:24,646           | 3       |
| 4                    | 63 | George Russell   | Mercedes                     | 1:25,413           | 1:25,027           | 1:24,841           | 4       |
| 5                    | 55 | Carlos Sainz Jr. | Ferrari                      | 1:25,872           | 1:25,433           | 1:25,155           | 5       |
| 6                    | 16 | Charles Leclerc  | Ferrari                      | 1:26,266           | 1:25,367           | 1:25,247           | 6       |
| 7                    | 27 | Nico Hülkenberg  | Haas-Ferrari                 | 1:26,450           | 1:25,499           | 1:25,320           | 7       |
| 8                    | 11 | Sergio Pérez     | Red Bull Racing-Honda RBPT   | 1:26,123           | 1:25,143           | 1:25,382           | 8       |
| 9                    | 14 | Fernando Alonso  | Aston Martin Aramco-Mercedes | 1:25,936           | 1:25,344           | –                  | 9       |
| 10                   | 31 | Esteban Ocon     | Alpine-Renault               | 1:26,072           | 1:25,510           | –                  | 10      |
| 11                   | 10 | Pierre Gasly     | Alpine-Renault               | 1:25,829           | 1:25,686           |                    | 11      |
| 12                   | 44 | Lewis Hamilton   | Mercedes                     | 1:26,424           | 1:25,962           |                    | 12      |
| 13                   | 77 | Valtteri Bottas  | Alfa Romeo-Ferrari           | 1:26,449           | 1:26,236           |                    | 13      |
| 14                   | 40 | Liam Lawson      | AlphaTauri-Honda RBPT        | 1:26,202           | 1:26,584           |                    | 14      |
| 15                   | 24 | Zhou Guanyu      | Alfa Romeo-Ferrari           | 1:26,669           | 1:54,546           |                    | 15      |
| 16                   | 18 | Lance Stroll     | Aston Martin Aramco-Mercedes | 1:26,849           |                    |                    | 16      |
| 17                   | 23 | Alexander Albon  | Williams-Mercedes            | 1:26,862           |                    |                    | 17      |
| 18                   | 22 | Yūki Tsunoda     | AlphaTauri-Honda RBPT        | 1:26,926           |                    |                    | 18      |
| 19                   | 20 | Kevin Magnussen  | Haas-Ferrari                 | 1:27,438           |                    |                    | 19      |
| 107% czasu: 1:31,391 |    |                  |                              |                    |                    |                    |         |
| NS                   | 2  | Logan Sargeant   | Williams-Mercedes            | 2:05,741           |                    |                    | 20      |
| Źródło: FIA          |    |                  |                              |                    |                    |                    |         |

### Sprint
| P           | Nr | Kierowca         | Konstruktor                  | Okr. | Czas                       | Start | +/−       | Punkty |
| ----------- | -- | ---------------- | ---------------------------- | ---- | -------------------------- | ----- | --------- | ------ |
| 1           | 81 | Oscar Piastri    | McLaren-Mercedes             | 19   | 35:01,297                  | 1     | Bez zmian | 8      |
| 2           | 1  | Max Verstappen   | Red Bull Racing-Honda RBPT   | 19   | +1,871                     | 3     | 1         | 7      |
| 3           | 4  | Lando Norris     | McLaren-Mercedes             | 19   | +8,497                     | 2     | 1         | 6      |
| 4           | 63 | George Russell   | Mercedes                     | 19   | +11,036                    | 4     | Bez zmian | 5      |
| 5           | 44 | Lewis Hamilton   | Mercedes                     | 19   | +17,314                    | 12    | 7         | 4      |
| 6           | 55 | Carlos Sainz Jr. | Ferrari                      | 19   | +18,806                    | 5     | 1         | 3      |
| 7           | 23 | Alexander Albon  | Williams-Mercedes            | 19   | +19,864                    | 17    | 10        | 2      |
| 8           | 14 | Fernando Alonso  | Aston Martin Aramco-Mercedes | 19   | +21,180                    | 9     | 1         | 1      |
| 9           | 10 | Pierre Gasly     | Alpine-Renault               | 19   | +21,742                    | 11    | 2         |        |
| 10          | 77 | Valtteri Bottas  | Alfa Romeo-Ferrari           | 19   | +22,208                    | 13    | 3         |        |
| 11          | 22 | Yūki Tsunoda     | AlphaTauri-Honda RBPT        | 19   | +22,863                    | 18    | 7         |        |
| 12          | 16 | Charles Leclerc  | Ferrari                      | 19   | +24,860                    | 6     | 6         |        |
| 13          | 20 | Kevin Magnussen  | Haas-Ferrari                 | 19   | +24,970                    | 19    | 6         |        |
| 14          | 24 | Zhou Guanyu      | Alfa Romeo-Ferrari           | 19   | +26,868                    | 15    | 1         |        |
| 15          | 18 | Lance Stroll     | Aston Martin Aramco-Mercedes | 19   | +29,523                    | 16    | 1         |        |
| NS          | 27 | Nico Hülkenberg  | Haas-Ferrari                 | 11   | NU (uszkodzenia kolizyjne) | 7     |           |        |
| NS          | 31 | Esteban Ocon     | Alpine-Renault               | 10   | NU (kolizja)               | 10    |           |        |
| NS          | 11 | Sergio Pérez     | Red Bull Racing-Honda RBPT   | 10   | NU (kolizja)               | 8     |           |        |
| NS          | 2  | Logan Sargeant   | Williams-Mercedes            | 2    | NU (wypadnięcie z toru)    | 20    |           |        |
| NS          | 40 | Liam Lawson      | AlphaTauri-Honda RBPT        | 0    | NU (wypadnięcie z toru)    | 14    |           |        |
| Źródło: FIA |    |                  |                              |      |                            |       |           |        |

### Najszybsze okrążenie w sprincie
| Nr          | Kierowca       | Konstruktor                | Czas     | Okr. |
| ----------- | -------------- | -------------------------- | -------- | ---- |
| 1           | Max Verstappen | Red Bull Racing-Honda RBPT | 1:25,604 | 17   |
| Źródło: FIA |                |                            |          |      |

### Prowadzenie w sprincie
| Nr                              | Kierowca       | Konstruktor      | Okrążenia  | Suma |
| ------------------------------- | -------------- | ---------------- | ---------- | ---- |
| 81                              | Oscar Piastri  | McLaren-Mercedes | 1–2, 11–19 | 11   |
| 63                              | George Russell | Mercedes         | 3–10       | 8    |
| \| Wykres \| \| ------ \| \| \| |                |                  |            |      |
| Źródło: FIA                     |                |                  |            |      |
| Wykres                          |                |                  |            |      |
|                                 |                |                  |            |      |

### Wyścig
| P           | Nr | Kierowca         | Konstruktor                  | Okr. | Czas           | Start | +/−       | Punkty |
| ----------- | -- | ---------------- | ---------------------------- | ---- | -------------- | ----- | --------- | ------ |
| 1           | 1  | Max Verstappen   | Red Bull Racing-Honda RBPT   | 57   | 1:27:39,168    | 1     | Bez zmian | 25+1   |
| 2           | 81 | Oscar Piastri    | McLaren-Mercedes             | 57   | +4,833         | 6     | 4         | 18     |
| 3           | 4  | Lando Norris     | McLaren-Mercedes             | 57   | +5,969         | 10    | 7         | 15     |
| 4           | 63 | George Russell   | Mercedes                     | 57   | +34,119        | 2     | 2         | 12     |
| 5           | 16 | Charles Leclerc  | Ferrari                      | 57   | +38,976        | 5     | Bez zmian | 10     |
| 6           | 14 | Fernando Alonso  | Aston Martin Aramco-Mercedes | 57   | +49,032        | 4     | 2         | 8      |
| 7           | 31 | Esteban Ocon     | Alpine-Renault               | 57   | +1:02,390      | 8     | 1         | 6      |
| 8           | 77 | Valtteri Bottas  | Alfa Romeo-Ferrari           | 57   | +1:06,563      | 9     | 1         | 4      |
| 9           | 24 | Zhou Guanyu      | Alfa Romeo-Ferrari           | 57   | +1:16,127      | 19    | 10        | 2      |
| 10          | 11 | Sergio Pérez     | Red Bull Racing-Honda RBPT   | 57   | +1:20,181      | PL    | 10        | 1      |
| 11          | 18 | Lance Stroll     | Aston Martin Aramco-Mercedes | 57   | +1:21,652      | 16    | 5         |        |
| 12          | 10 | Pierre Gasly     | Alpine-Renault               | 57   | +1:22,300      | 7     | 5         |        |
| 13          | 23 | Alexander Albon  | Williams-Mercedes            | 57   | +1:31,014      | 13    | Bez zmian |        |
| 14          | 20 | Kevin Magnussen  | Haas-Ferrari                 | 56   | +1 okrążenie   | 18    | 4         |        |
| 15          | 22 | Yūki Tsunoda     | AlphaTauri-Honda RBPT        | 56   | +1 okrążenie   | 11    | 4         |        |
| 16          | 27 | Nico Hülkenberg  | Haas-Ferrari                 | 56   | +1 okrążenie   | 14    | 2         |        |
| 17          | 40 | Liam Lawson      | AlphaTauri-Honda RBPT        | 56   | +1 okrążenie   | 17    | Bez zmian |        |
| NS          | 2  | Logan Sargeant   | Williams-Mercedes            | 40   | NU (wycofanie) | 15    |           |        |
| NS          | 44 | Lewis Hamilton   | Mercedes                     | 0    | NU (kolizja)   | 3     |           |        |
| NS          | 55 | Carlos Sainz Jr. | Ferrari                      | 0    | NW (wyciek)    | –     |           |        |
| Źródło: FIA |    |                  |                              |      |                |       |           |        |

### Najszybsze okrążenie
| Nr          | Kierowca       | Konstruktor                | Czas     | Okr. |
| ----------- | -------------- | -------------------------- | -------- | ---- |
| 1           | Max Verstappen | Red Bull Racing-Honda RBPT | 1:24,319 | 56   |
| Źródło: FIA |                |                            |          |      |

### Prowadzenie w wyścigu
| Nr                              | Kierowca       | Konstruktor                | Okrążenia | Suma |
| ------------------------------- | -------------- | -------------------------- | --------- | ---- |
| 1                               | Max Verstappen | Red Bull Racing-Honda RBPT | 1–57      | 57   |
| \| Wykres \| \| ------ \| \| \| |                |                            |           |      |
| Źródło: FIA                     |                |                            |           |      |
| Wykres                          |                |                            |           |      |
|                                 |                |                            |           |      |

## Klasyfikacja po wyścigu

### Kierowcy
| P           | +/−       | Kierowca         | Zgł. | Punkty | P1 | P2 | P3 | PP | NO | NS | NU | NW | WYC |
| ----------- | --------- | ---------------- | ---- | ------ | -- | -- | -- | -- | -- | -- | -- | -- | --- |
| 1           | Bez zmian | Max Verstappen   | 17   | 433    | 14 | 2  | –  | 10 | 8  | –  | –  | –  | –   |
| 2           | Bez zmian | Sergio Pérez     | 17   | 223    | 2  | 4  | 2  | 2  | 2  | 1  | 1  | –  | –   |
| 3           | Bez zmian | Lewis Hamilton   | 17   | 194    | –  | 2  | 3  | 1  | 3  | 1  | 1  | –  | –   |
| 4           | Bez zmian | Fernando Alonso  | 17   | 183    | –  | 3  | 4  | –  | 1  | –  | –  | –  | –   |
| 5           | Bez zmian | Carlos Sainz Jr. | 17   | 153    | 1  | –  | 1  | 2  | –  | 2  | 1  | 1  | –   |
| 6           | Bez zmian | Charles Leclerc  | 17   | 145    | –  | 1  | 2  | 2  | –  | 3  | 3  | –  | –   |
| 7           | Bez zmian | Lando Norris     | 17   | 136    | –  | 4  | 1  | –  | –  | –  | –  | –  | –   |
| 8           | Bez zmian | George Russell   | 17   | 132    | –  | –  | 1  | –  | 1  | 2  | 3  | –  | –   |
| 9           | Bez zmian | Oscar Piastri    | 17   | 83     | –  | 1  | 1  | –  | 1  | 2  | 2  | –  | –   |
| 10          | Bez zmian | Lance Stroll     | 17   | 47     | –  | –  | –  | –  | –  | 3  | 3  | –  | 1   |
| 11          | Bez zmian | Pierre Gasly     | 17   | 46     | –  | –  | 1  | –  | –  | 1  | 3  | –  | –   |
| 12          | Bez zmian | Esteban Ocon     | 17   | 44     | –  | –  | 1  | –  | –  | 5  | 6  | –  | –   |
| 13          | Bez zmian | Alexander Albon  | 17   | 23     | –  | –  | –  | –  | –  | 3  | 3  | –  | –   |
| 14          | 1         | Valtteri Bottas  | 17   | 10     | –  | –  | –  | –  | –  | 2  | 2  | –  | –   |
| 15          | 1         | Nico Hülkenberg  | 17   | 9      | –  | –  | –  | –  | –  | 1  | 1  | –  | –   |
| 16          | Bez zmian | Zhou Guanyu      | 17   | 6      | –  | –  | –  | –  | 1  | 2  | 2  | –  | –   |
| 17          | Bez zmian | Yūki Tsunoda     | 17   | 3      | –  | –  | –  | –  | –  | 2  | 1  | 1  | –   |
| 18          | Bez zmian | Kevin Magnussen  | 17   | 3      | –  | –  | –  | –  | –  | 1  | 3  | –  | –   |
| 19          | Bez zmian | Liam Lawson      | 5    | 2      | –  | –  | –  | –  | –  | –  | –  | –  | –   |
| 20          | Bez zmian | Logan Sargeant   | 17   | 0      | –  | –  | –  | –  | –  | 4  | 6  | –  | –   |
| 21          | Bez zmian | Nyck de Vries    | 10   | 0      | –  | –  | –  | –  | –  | 1  | 2  | –  | –   |
| 22          | Bez zmian | Daniel Ricciardo | 2    | 0      | –  | –  | –  | –  | –  | –  | –  | –  | –   |
| Źródło: FIA |           |                  |      |        |    |    |    |    |    |    |    |    |     |

### Konstruktorzy
| P           | +/−       | Konstruktor                  | Zgł. | Punkty | P1 | P2 | P3 | PP | NO | NS | NU | NW | WYC |
| ----------- | --------- | ---------------------------- | ---- | ------ | -- | -- | -- | -- | -- | -- | -- | -- | --- |
| 1           | Bez zmian | Red Bull Racing-Honda RBPT   | 34   | 657    | 16 | 6  | 2  | 12 | 10 | 1  | 1  | –  | –   |
| 2           | Bez zmian | Mercedes                     | 34   | 326    | –  | 2  | 4  | 1  | 4  | 3  | 4  | –  | –   |
| 3           | Bez zmian | Ferrari                      | 34   | 298    | 1  | 1  | 3  | 4  | –  | 5  | 4  | 1  | –   |
| 4           | Bez zmian | Aston Martin Aramco-Mercedes | 34   | 230    | –  | 3  | 4  | –  | 1  | 3  | 3  | –  | 1   |
| 5           | Bez zmian | McLaren-Mercedes             | 34   | 219    | –  | 5  | 2  | –  | 1  | 2  | 2  | –  | –   |
| 6           | Bez zmian | Alpine-Renault               | 34   | 90     | –  | –  | 2  | –  | –  | 6  | 9  | –  | –   |
| 7           | Bez zmian | Williams-Mercedes            | 34   | 23     | –  | –  | –  | –  | –  | 7  | 9  | –  | –   |
| 8           | 1         | Alfa Romeo-Ferrari           | 34   | 16     | –  | –  | –  | –  | 1  | 4  | 4  | –  | –   |
| 9           | 1         | Haas-Ferrari                 | 34   | 12     | –  | –  | –  | –  | –  | 2  | 4  | –  | –   |
| 10          | Bez zmian | AlphaTauri-Honda RBPT        | 34   | 5      | –  | –  | –  | –  | –  | 3  | 3  | 1  | –   |
| Źródło: FIA |           |                              |      |        |    |    |    |    |    |    |    |    |     |